# Roser Cabré-Verdiell
Roser Cabré-Verdiell Surribas (Barcelona, 1982) és una escriptora catalana.
Llicenciada en periodisme, és autora de multitud de relats apareguts en revistes literàries i antologies. La seva ficció s’ubica en el gènere fantàstic.
Ha publicat a diverses antologies de relats curts com Barcelona 2059 (Mai Més, 2021), Extraordinàries (Males Herbes, 2020), Estats alterats de la ment (Males Herbes, 2017), Deu relats ecofuturistes (Males Herbes, 2016), Noves dames del crim (Llibres del Delicte, 2015) i Crims nostrats (Edicions Xandri, 2014). També ha participat en la revista de creació literària Carn de Cap amb la peça «On her city», i en l'edició extraordinària de la Branca titulada Els coets venien com llagostes, feta en col·laboració amb el CCCB amb motiu de Kosmopolis 21.
El seu relat «Soc la llevadora», inclòs a Extraordinàries, va guanyar el Premi Ictineu 2021.
El 2022 va publicar la seva primera novel·la, AIOUA, guardonada amb el Premi Finestres de narrativa 2023.

## Obres publicades
- AIOUA (Males Herbes), 2022. ISBN 978-84-124352-7-6